# Lodyžka
Lodyžka (kauloid) je nepravý rostlinný orgán některých stélkatých organismů – hnědých řas, červených řas (třídy Florideophyceae) a mechorostů.
Jedná se o ekvivalent stonku cévnatých rostlin. Stélka (thallus) je označení pro tělo bezcévnatých rostlin. Není rozděleno na jednotlivé orgány, na rozdíl od pravého těla (cormus) cévnatých rostlin, které mají kořen, stonek a list.
Některé stélkaté organismy jsou však již jistým způsobem diferenciovány. Jejich části se označují jako nepravé orgány kořínek (rhizoid), lodyžka (kauloid) a lístek (fyloid). Lodyžka na rozdíl od stonku nemá kutikulu a pravá vodivá pletiva. U některých mechů a hnědých řas však můžeme pozorovat transport trubicovitými buňkami, jejichž buněčné stěny jsou perforovány podobně jako buňky vodivých pletiv – například u Macrocystis pyrifera.
U mechů je lodyžka typická především u řádu prutníkotvarých. Lodyžka některých druhů může dosahovat délky několika desítek centimetrů, jako například splývavá lodyžka prameničky obecné (Fontinalis antipyretica), nebo lodyžka ploníku chluponosného (Polytrichum piliferum). V některých případech lodyžka nahrazuje štět a tobolka vyrůstá přímo na prodloužení lodyžky – pseudopodiu. Pseudopodium je typické pro rašeliníky a štěrbovky.
Zástupci mající stélku s lodyžkou:
- Corallina
- Chondrus
- bobulák Macrocystis pyrifera
- čepelatka prstnatá (Laminaria digitata)
- kovanec plochý (Frullania dilatata)
- štěrbovka skalní (Andreaea rupestris)
- rašeliník ostrolistý (Sphagnum capillifolium)
- ploník obecný (Polytrichum piliferum)
- měřík příbuzný (Plagiomnium affine)